# MoonBabies
MoonBabies è il secondo album in studio del gruppo musicale statunitense Planet X, pubblicato nel 2002.

## Tracce
1. MoonBabies – 5:39
2. The Noble Savage – 6:14
3. Ataraxia – 6:17
4. 70 VIR – 4:02
5. Micronesia – 5:56
6. Interlude in Milan – 4:40
7. Digital Vertigo – 4:25
8. Ground Zero – 6:03
9. Midnight Bell – 3:56
10. Ignotus Per Ignotium – 9:28

## Formazione
- Tony MacAlpine – chitarra
- Derek Sherinian – tastiere
- Virgil Donati – batteria
- Tom Kennedy – basso

## Ospiti
- Billy Sheehan – basso (2)
- Jimmy Johnson – basso (3,7)